# Neylandville
Neylandville és una població dels Estats Units a l'estat de Texas. Segons el cens del 2000 tenia 56 habitants.

## Demografia
Segons el cens del 2000, Neylandville tenia 56 habitants, 24 habitatges, i 15 famílies. La densitat de població era de 67,6 habitants/km².
Dels 24 habitatges en un 25% hi vivien nens de menys de 18 anys, en un 41,7% hi vivien parelles casades, en un 8,3% dones solteres, i en un 37,5% no eren unitats familiars. En el 33,3% dels habitatges hi vivien persones soles el 16,7% de les quals corresponia a persones de 65 anys o més que vivien soles. El nombre mitjà de persones vivint en cada habitatge era de 2,33 i el nombre mitjà de persones que vivien en cada família era de 3,07.
Per edats la població es repartia de la següent manera: un 17,9% tenia menys de 18 anys, un 5,4% entre 18 i 24, un 30,4% entre 25 i 44, un 30,4% de 45 a 60 i un 16,1% 65 anys o més.
L'edat mediana era de 43 anys. Per cada 100 dones de 18 o més anys hi havia 100 homes.
La renda mediana per habitatge era de 50.417 $ i la renda mediana per família de 52.083 $. Els homes tenien una renda mediana de 23.333 $ mentre que les dones 20.417 $. La renda per capita de la població era de 21.888 $. Cap de les famílies i el 14,6% de la població estaven per davall del llindar de pobresa.

## Poblacions més properes
El següent diagrama mostra les poblacions més properes.